# Анматьерре
Анматьерре (англ. Anmatjera) — коренной народ Северной территории, Австралия.
Изучением анматьерре занимался антрополог Тед Стрелоу, специалист по культуре и языку аранта. На протяжении своей жизни он записал множество церемониальных традиций анматьерре.
Среди известных представителей анматьерре — лидеры движения Современного искусства коренных народов Австралии Тим и Клиффорд Тьяпалтьярри, художницы Эмили Нгваррейе, Минни Пвеле, Жанна Петьярре, Кэтлин Петьярре и Глория Петьярре. Гвоя Тюнгуррайи, первый австралийский абориген, нарисованный на почтовой марке, также происходил из народа анматьерре.

## Язык
Анматьерре говорят на английском и верхних диалектах диалектного континуума аранта (анматьерре). Фонетически разделяются восточный и западный анмаьтерре.

## Распространение
Согласно информации Нормана Тиндейла, в 1974 году площадь территории расселения народа анматьерре составляла 29 000 км². На их территории находятся кряж Форстер, гора Лейчхардт, скотоводческое ранчо Конистон, кряж Стюарт Блафф, горный хребет Хэнн. На северо-востоке, на границе территории анматьерре находится гора Стюарт.
Территории анматьерре включают город Ти-Три и пастбища Вилловра и Нэпперби. В общинах анматьерре говорят как на аранта, так и на вальбири и на аранта. Община Утопия, находящаяся в 250 км к северо-востоку от Алис-Спрингс, была основана в 1927 году, находится на границе земель анматьерре и альяварре.